# ممتاز مفتي
ممتاز حسين المعروف بـممتاز المفتي (بالأردوية: ممتاز مفتی)‏ هو كاتب باكستاني ولد في 11 سبتمبر 1905-وتوفى في 27 أكتوبر 1995)
في البداية كان متشككًا دينيًا متأثرًا بمؤلفين مثل فرويد وهافلوك إليس وألفريد أدلر وفيودور دوستويفسكي ولكنه عاد في نهاية المطاف إلى الإسلام من مدخل الصوفية .
وصف الناقد الأدبي ناصر عباس نيار أسلوب ممتاز مفتي في الكتابة بالواقعية النفسية .

## النشأة
ولد ممتاز المفتي ممتاز حسين في باتالا ، البنجاب (الواقعة في الهند). وهو ابن محمد حسين وزوجته الأولى صغرى خانم. كان يعمل في الخدمة المدنية تحت الحكم البريطاني ، وبدأ حياته المهنية كمدرس. ثم هاجر مع أسرته بعد فترة وجيزة من تقسيم الهند إلى باكستان.

## حياته ككاتب
بدأ ممتاز المفتي كتابة القصص القصيرة باللغة الأردية أثناء عمله كمدرس قبل عام 1947. في بداية مسيرته الأدبية اعتبره نقاد أدبيون آخرون كاتبًا معتزل بسبب آرائه الليبرالية وكان يبدو أن ممتاز كان متأثرًا بعالم النفس فرويد . وكان الكاتب الباكستاني الشهير أشفق أحمد أحد أصدقائه المقربين والذي أفاد بأن صديقه كان معتاد على القراءة لأحد الكتاب السويدين غير المشهورين قبل عام 1947. لم ترق لمفتي في البداية خطة تقسيم الهند البريطانية لكنه غير وجهات نظره فيما بعد لدرجة أن أصبح باكستانيًا وطنيًا. ثم في حياته اللاحقة سيصبح مدافع عن الإسلام ومبادئه. ويعود الفضل في تحوله من الليبرالية إلى الصوفية إلى إلهام زميله الكاتب قدرت الله شهاب. وعلى الرغم من كل التغييرات الكبيرة في آراء مفتي إلا أنه نجح في الاحتفاظ بآراءه الخاصة حتى أنه كتب عن موضوعات أثارت استياء العناصر المحافظة في المجتمع.
تحكي سيرتيه الذتية علي بور كا و الأخ نجري عن هاتين المرحلتين في حياته. فدارت السيرة الذاتية الأولى عن حياته كمحب عاشق يتحدى المحرمات الاجتماعية في عصره ، أما السيرة الذاتية الثانية فسردت حياته كأحد المتعبدين المحبين متأثراً بشكل كبير بصوفية قدرت الله شهاب.
كان كتاب طلاش هو آخر كتبه والذي يسلط الضوء على الروح الحقيقية لتعاليم القرآن.

## الجوائز والتقديرات
- 1986: جائزة نجمة الامتياز Sitara-e-Imtiaz من قبل رئيس باكستان
- 1989: جائزة مونشي بريمشاند (جائزة أدبية من الهند)

## أثره

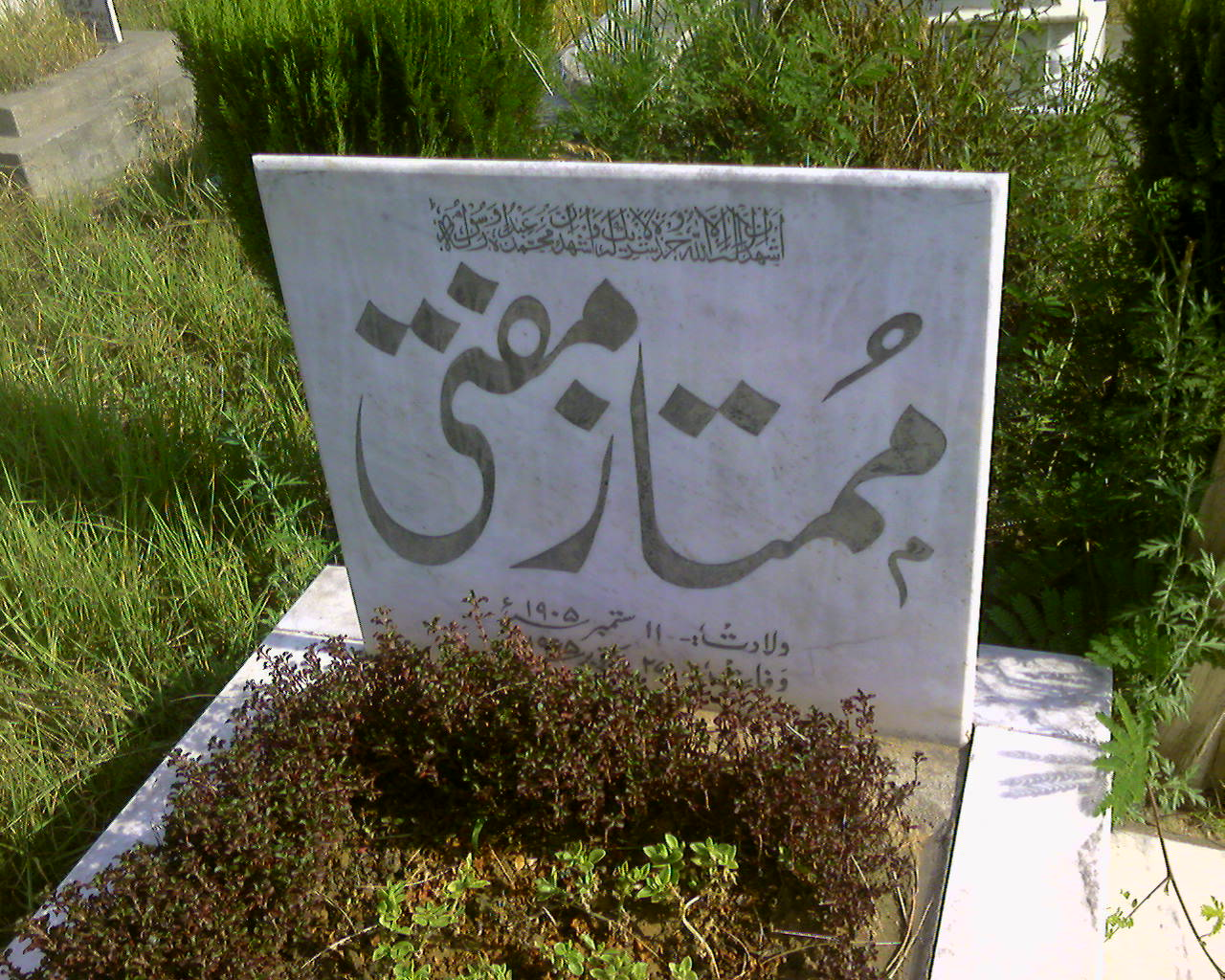
قبر المفتي في مقبرة H-8 إسلام أباد

أنشأ ابنه الناقد الأدبي يوكسي مفتي صندوق Mumtaz Mufti Trust بعد وفاته في أكتوبر 1995. فكانت تحيي ذكرى وفاة ممتاز المفتي في مدن مختلفة من باكستان. وكان أصدقاؤه ومعجبيه بمن فيهم أشفق أحمد وبانو قدسية وأحمد بشير يظهرون كمتحدثين في هذه المناسبات. وقالت الكاتبة المشهورة كيشوار نهيد في إحدى مراجعات كتابها أن ممتاز المفتي كان يعاني من الكثير من نقاط الضعف البشرية لكنها مع ذلك أعربت عن تقديرها له باعتباره ناقدًا متعلمًا. وجدير بالذكر أنه تم تسمية إحدى طرق مدينة ملتان الباكستانية باسمه.

## كتبه

### قصص قصيرة
- جهما جهمي ، 1949 ، 256 ص.
- الأسمرين ، 1952 ، 327 ص.
- الغباري ، 1954 ، 220 ص.
- ريا غار ، 1965 ، 312 ص.
- راوجاني بوتل ، 1984 ، 244 ص.
- مفتيان ، 1989 ، 1526 ص. (قصص قصيرة مجمعة)
- كاهي نا جاي ، 1992 ، 178 ص.
- تشوب ، 1993 ، 269 ص.
- ساماي كا باندهان ، 1993 ، 192 ص.
- تلاش ، 1996 ، 278 ص. (الكتاب الأخير موضوع الإسلام).

### مسرحياته
- نظام سقا 1953 في 169 صفحة.

### روايات السيرة الذاتية
- عليبور كا إيلي ، 1961 ، 1188 ص. (الجزء الأول من السيرة الذاتية)
- الأخ نجري ، 1992 ، 996 ص. (الجزء الثاني من السيرة الذاتية)

### قصص الرحلات
- هند ياترا ، 1982 ، 359 ص. (السفر إلى الهند)
- لبيك ، 1993 ، 320 ص. (حساب مناسك الحج عام 1968)

### المقالات
- بياز كي تشيلكه ، 1968 ، 184 ص. (نقد أدبي ووجهات نظر حول القومية الباكستانية )
- أوخي لوج ، 1986 ، 311 ص. (انطباعات مشاهير الكتاب الباكستانيين)
- أوخي أفالري ، 1995 ، 258 ص. (اسكتشات السيرة الذاتية للمؤلفين الباكستانيين المشهورين)